# Tórtora cucut barrada
La tórtora cucut barrada (Macropygia unchall) és una espècie d'ocell de la família dels colúmbids (Columbidae) que habita boscos de les muntanyes d'Àsia meridional i Sud-est asiàtic, al nord de l'Índia, Bangladesh, sud de la Xina, Hainan, Myanmar, Indoxina, Península Malaia, Sumatra, Java i Lombok.

## Descripció
La tórtora cucut barrada té la gola i el front de color bruns que es torna gris rosat a la coroneta. Mesura de 37 a 41 cm de longitud, i pesa de 153 a 182 g. L'iris és groc o marró pàl·lid, el bec negre i curt, i els peus vermells. Té parts superiors de color marró fosc. L'esquena, el mantell (entre el clatell i l'inici de l'esquena-dors), el carpó, les ales i les escapulars tenen franges de color marró vermellós. La cua és de color marró negre, i és molt barrada de color marró vermellós.
És similar a la tórtora cucut menuda, però és molt més grossa i fosca, i el mantell és negre-barrat, pit, cobertores i cua.

## Distribució i hàbitat
La tórtora cucut barrada es troba des de l'Himàlaia fins al sud-est asiàtic. Habita densos boscos subtropicals a altituds de 800 a 3.000 m des del nivell del mar, en vessants montans. Prefereix zones aclarides i la perifèria dels boscos primaris i secundaris.

## Comportament i ecologia
La tórtora cucut barrada viu en petits estols. Té una vocalització «kro-uum» o «u-va» forta, en la qual la segona nota és més alta que la primera.

## Estat i conservació
Des de 1998, ha estat llistat com de risc mínim a la Llista Vermella de la UICN, ja que té un gran abast, més de 20.000 km² i la tendència de la població és estable. A més, encara que el nombre de població no s'ha determinat, es creu que comprèn més de 10.000 individus.

## Taxonomia
L'herpetòleg alemany Johann Georg Wagler va descriure per primera vegada la tórtora cucut barrada el 1827. Té tres subespècies reconegudes:[3]
- M. u. tusalia (Blyth, 1843) - des de l'Himàlaia fons a Xina i Myanmar.
- M. u. menor (Swinhoe, 1870) - sud-est de Xina i Indoxina.
- M. u. unchall (Wagler, 1827) - serralada de la península de Malaca, Sumatra, Java, Bali i Lombok a la illa de Flores (oest i centre de les illes Petites de la Sonda).